# کوه‌زایی آلپی

نقشه زمین‌ساختی اروپا و خاورمیانه که ساختار تکتونیکی بخش غربی کمربند آلپاید را نشان می‌دهد.

کوه‌زایی آلپی (آلپاین) (انگلیسی: Alpine orogeny) یک فاز کوه‌زایی دوران میانه‌زیستی پسین (ائوآلپاید) و نوزیستی کنونی است که باعث تشکیل رشته‌کوه‌های کمربند آلپاید شد. این کمربند کوهستانی از غرب به شرق کوه‌های اطلس، ریف، باتیک کوردیلرا، کوه‌های کانتابرین، کوه‌های پیرنه، آلپ، آپنینی، دیناریکز، پندوس، کارپات، بالکان، توروس، سرزمین کوهستانی ارمنستان، رشته‌کوه قفقاز، البرز، زاگرس، هندوکش، پامیر، قراقروم و هیمالیا را در بر می‌گیرد. گاهی برای تشریح شکل‌گیری رشته‌کوه‌های جداگانه از نام‌های دیگری نیز استفاده می‌شود، مثلاً کوه‌زایی کاپاتین برای کوه‌های کارپات یا کوه‌زایی هیمالین برای کوه‌های هیمالیا.
کوه‌زایی آلپاین بر اثر برخورد صفحه‌های آفریقا و هند و صفحه کوچک‌تر سیمرین از سمت جنوب با صفحه اوراسیا در شمال روی داده است. مرز همگرای بین صفحه‌های زمین‌ساختی در اوایل دوره کرتاسه آغاز شده بود ولی فازهای عمده کوه‌زایی در پالئوسن تا ائوسن آغاز شد. این فرایند کوه‌زایی اکنون نیز در برخی رشته‌کوه‌های کمربند آلپاید ادامه دارد.
کوه‌زایی آلپاین به همراه کوه‌زایی کالدونین و کوه‌زایی واریسکی یکی از سه فاز کوه‌زایی اصلی در اروپا به‌شمار می‌رود که وضعیت زمین‌شناسی این قاره را مشخص کرده است.